# Cowlitz River
La Cowlitz River est un cours d'eau drainant l'État de Washington (États-Unis), c'est un affluent de la Columbia. 

## Géographie
La source de la Cowlitz se situe sur le mont Rainier. 
Le bassin versant de la Cowlitz (6 698 km2) se situe entre la chaîne des Cascades, à l'est du Comté de Lewis, et les villes de Kelso et Longview. Sans compter ses affluents, la rivière atteint près de 170 km en longueur.
Parmi les affluents principaux on notera la Toutle River, recouverte par des coulées de boue (lahars) durant l'éruption du mont Saint Helens datée de 1980.